# Kinabalujunglevliegenvanger
De kinabalujunglevliegenvanger (Vauriella gularis synoniem: Rhinomyias gularis) is een vogelsoort uit de familie van de Muscicapidae (vliegenvangers).

## Verspreiding en leefgebied
De soort is endemisch op Borneo en telt 2 ondersoorten:
- V. g. gularis: de bergen van Sabah.
- V. g. kamlae: Kelabithooglanden in noordelijk Sarawak.